# Hermandad del Cristo de Gracia (Córdoba)
La Trinitaria Hermandad de Penitencia y Cofradía de Nazarenos del Santísimo Cristo de Gracia y María Santísima de los Dolores y Misericordia, conocida como Hermandad del Esparraguero, tiene sede canónica en la Parroquia de Nuestra Señora de Gracia y San Eulogio (Padres Trinitarios), en Córdoba. Hace su estación de penitencia a la Mezquita Catedral en la tarde del Jueves Santo.

## Imágenes Titulares
- Santísimo Cristo de Gracia:

El Cristo es una obra anónima del siglo XVII procedente de México y realizada en cañaheja, restaurada por Rafael Díaz Fernández en 1950, Antonio Rubio Moreno en 1977 y Miguel Arjona en 1981. 
- Virgen de los Dolores y Misericordia:

La Virgen de los Dolores y Misericordia, San Juan y la Magdalena son de un taller valenciano del siglo XIX, y fueron restauradas María Magdalena y María Stma. De los Dolores y Misericordia por Miguel Arjona en 1984.

## Recorrido
- Recorrido de Ida: (19:00 Cruz de Guía) Salida Plaza del Santísimo Cristo de Gracia, María Auxiliadora, Plaza de San Lorenzo, Arroyo de San Lorenzo, Ronda de Andújar, Puerta Nueva, Alfonso XIII, Plaza de San Pedro, Don Rodrigo, Lineros, Lucano, Enrique Romero de Torres, Paseo de la Ribera, Ronda de Isasa, Puerta del Puente, Plaza del Triunfo, Torrijos, Cardenal Herrero, Patio de los Naranjos, SIC, Patio de los Naranjos, Cardenal Herrero, Magistral González Francés, Cardenal González, Cruz del Rastro, San Fernando, Diario Córdoba, Capitulares, San Pablo, Plaza de San Andrés, Realejo, Santa María de Gracia, Plaza de San Lorenzo, María Auxiliadora, Santa María de Gracia, Entrada.

## Música
El único paso va acompañado por la formación propia de la hermandad, la Agrupación Musical Santísimo Cristo de Gracia.

### Patrimonio Musical
- Cruz, Amor y Paz; escrita por Raúl Rodríguez en el año 2006.
- Santísimo Cristo de Gracia, escrita por Reginaldo Barberá Jornet.[1]
- A mi Dios Crucificado, de Jesús Lora (2009)
- Luna de Nisán, de Emilio Muñoz Serna (2010)
- Que Dios os Guarde en el Cielo, Jesús Lora Vaquero (2011)
- Himno al Cristo de Gracia, de Antonio Prieto (Adaptación a Marcha por Manuel Roldán en 2012)
- Esencia de Jueves Santo, de Sergio Larrinaga Soler (2015)
- Gratiam, de Antonio J. Romero Criado (2015)
- Y el Sol se oscureció, de Emilio Muñoz Serna (2011)
- Gloria Tibi Trinitas, de Alberto Mondéjar (2014)
- A ti Dios Padre, de José Manuel Mena Hervás (2016)

| Predecesor: Las Angustias | Orden de entrada en la carrera oficial (Jueves Santo) Sexto lugar | Sucesor: La Buena Muerte |